# Taika Waititi

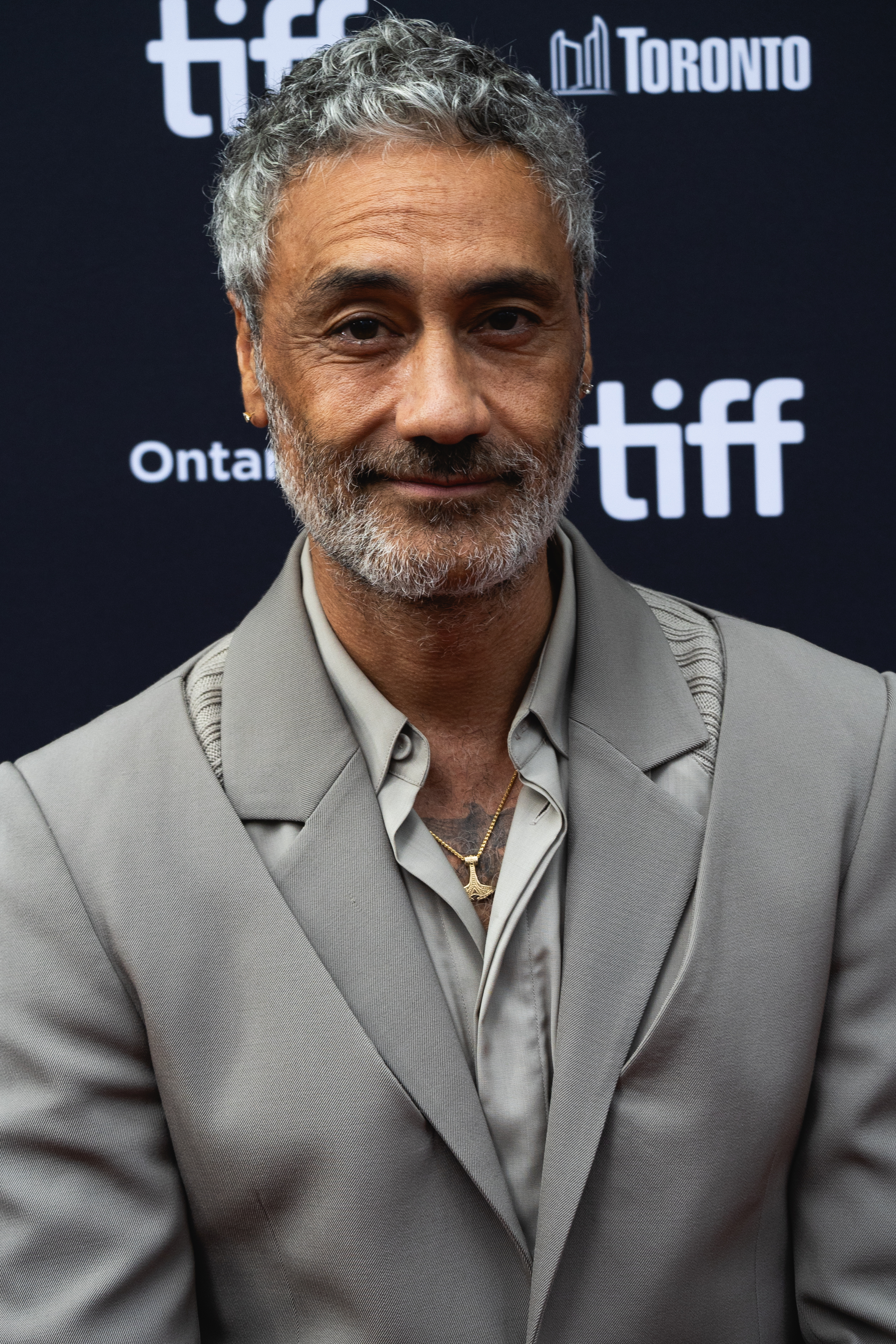
Taika Waititi (2023)

Taika Waititi ONZM ([ˈtaɪkə waɪˈtiːti] ; geboren am 16. August 1975 in Wellington; bürgerlicher Name Taika David Cohen) ist ein neuseeländischer Filmregisseur, Drehbuchautor, Schauspieler, Maler und Comedian.
Für seinen Kurzfilm Two Cars, One Night (2004) wurde er 2005 für einen Oscar nominiert. Seine Kinofilme Boy (2010) und Wo die wilden Menschen jagen (2016) sind die erfolgreichsten Filme Neuseelands. Die Horror-Komödie 5 Zimmer Küche Sarg (2014), die er zusammen mit Jemaine Clement schrieb und inszenierte, erhielt ebenfalls großes Kritikerlob. Waititis erster Hollywoodfilm ist Marvel Studios’ Thor: Tag der Entscheidung (2017).
Für seinen Spielfilm Jojo Rabbit erhielt er 2020 den Oscar für das beste adaptierte Drehbuch. Waititi gewann zudem einen Grammy Award für die Produktion des dazugehörigen Soundtracks. 2025 wurde Waititi zum Mitglied der American Academy of Arts and Sciences gewählt.
Im Fernsehen war Waititi Mitschöpfer und Produzent der Comedy-Dramaserie Reservation Dogs und führte Regie, produzierte und spielte die Hauptrolle in der Comedy Our Flag Means Death. Neben der Regie bei einer Episode der Serie The Mandalorian, sprach er die Figur IG-11, für die er für den Emmy für Outstanding Character Voice-Over Performance nominiert wurde.

## Leben und Karriere

### Herkunft
Taika David Cohen stammt aus dem Raukokore-Gebiet (East Cape) der Nordinsel Neuseelands und wuchs dort sowie in Wellington auf. Waititis Eltern trennten sich, als er etwa fünf Jahre alt war. Danach wurde er hauptsächlich von seiner Mutter aufgezogen.
In der neuseeländischen Hauptstadt besuchte er zehn Jahre das Onslow College. Sein Vater, ein Maler, ist Māori vom Stamm Te Whānau-ā-Apanui und seine Pākehā-Mutter, eine Lehrerin, hat russisch-jüdische Wurzeln.
Ursprünglich benutzte er den Nachnamen seiner Mutter, Cohen, für seine Arbeit in Film und Schriftstellerei, während er den Nachnamen seines Vaters, Waititi, für seine Bemühungen in der bildenden Kunst benutzte. Nach dem Erfolg seines ersten Kurzfilms fuhr er jedoch fort, den Namen Waititi professionell zu benutzen.

### Comedy und Schauspiel
Als Schauspielstudent an der Victoria University of Wellington war Waititi Teil der fünfköpfigen Comedy-Truppe So You’re a Man, die durch Neuseeland und Australien tourten. Er verließ die Universität 1996 mit einem Abschluss in Theater und Film. Taika Waititi gehörte zudem zum Comedy-Duo The Humourbeasts, zusammen mit Jemaine Clement. Als The Humourbeasts gewannen sie 1999 den wichtigsten Comedypreis Neuseelands, den Billy T Award. Zur selben Zeit begann Waititi als Darsteller in Filmen und Serien. Er gewann einen lokalen Filmpreis für seine Arbeit als einer der Studenten am Low-Budget-Film Scarfies (1999) aus Dunedin. Er hatte eine kleinere Rolle im Roadmovie Snakeskin (2001) und der Fernsehserie The Strip (2002).
Nach einigen Jahren, in denen er sich auf die Regieführung konzentrierte, spielte Waititi die Rolle von Thomas Kalmaku im Superheldenfilm Green Lantern (2011). Zudem spielte er größere Rollen in seinen eigenen Filmen Boy und 5 Zimmer Küche Sarg, den er zusammen mit Jemaine Clement schrieb und inszenierte. In seinen Filmen Thor: Tag der Entscheidung und Thor: Love and Thunder spielt er mit Hilfe von Motion Capture den Außerirdischen Korg.
Zwischen 2022 und 2023 spielte er eine der Hauptrollen in der Comedyserie Our Flag Means Death.
Von Februar bis Mai 2025 trat Waititi als Entenkostüm mit dem Namen Lucky Duck in mehreren Episoden der 13. Staffel der US-amerikanischen Version von The Masked Singer auf. Er präsentierte dem Rateteam Hinweise zu den Teilnehmenden und demaskierte sich schließlich im Halbfinale selbst.

### Regie- und Drehbucharbeiten
Neben anderen künstlerischen Tätigkeiten, wie der Malerei, Fotografie und Stand-up-Comedy, begann Waititi komödiantische Kurzfilme für Neuseelands jährlichen 48-Stunden Filmwettbewerb zu produzieren. Sein Kurzfilm Two Cars, One Night (2004) wurde im Jahr 2005 für einen Oscar nominiert. Bei der Verleihung sorgte er für Aufsehen, als er vorgab zu schlafen, während die Nominierten präsentiert wurden. Im selben Jahr gewann sein Kurzfilm Tama Tū den Spezialpreis der Jury bei den Internationalen Filmfestspielen in Berlin.
Sein erster Kinofilm, die romantische Komödie Eagle vs Shark – Liebe auf Neuseeländisch, feierte 2007 seine Premiere beim renommierten Sundance Film Festival, erhielt dort eine Nominierung für den Großen Preis der Jury und lief einen Monat später auch bei den Internationalen Filmfestspielen in Berlin. Die weibliche Hauptrolle spielte seine damalige Freundin Loren Horsley, die männliche Hauptrolle Jemaine Clement. Im selben Jahr schrieb Waititi zwei Drehbücher für die Fernsehserie Flight of the Conchords und führte bei vier Folgen Regie.
Auch sein zweiter Film Boy lief im Januar 2010 beim Sundance Film Festival, und wurde wie sein Vorgänger für den Großen Preis der Jury nominiert. Waititi spielte mit dem vorbestraften Vater, der zu seiner Familie zurückkehrt, auch eine der Hauptrollen. Zu seiner Veröffentlichung in Neuseeland erhielt Boy positive Kritiken und war an den neuseeländischen Kinokassen so erfolgreich, dass er mehrere Rekorde brach. Nach dem Erfolg von Boy hoffte Waititi, dass das Lied Poi E, welches im Film gespielt wird, ein zweites Mal an die Spitze der neuseeländischen Musikcharts kommt. Letztendlich erreichte das Lied den dritten Rang, in den iTunes-Charts jedoch den ersten.
Im Jahr 2011 führte Waititi bei den sechs Episoden der ersten Staffel der neuseeländischen Comedyserie Super City Regie. Madeleine Sami spielt darin unterschiedliche Figuren, die in einer Stadt leben.
2013 schrieb und inszenierte Waititi, zusammen mit seinem Freund und Comedian Jemaine Clement, die Mockumentary 5 Zimmer Küche Sarg. Premiere feierte der Film beim Sundance Film Festival im Januar 2014. Waititi und Clement verkörpern Vampire, die im heutigen Wellington zusammen in einem Haus leben.
Neben Kinofilmen produziert er zudem Werbevideos, unter anderem für Cadbury, Coca-Cola, NBC, Microsoft, Samsung und Tesco. In seinem Video zur Pre-flight Safety Instruction Demonstration für die Fluggesellschaft Air New Zealand, welches an den Schauplätzen der Herr-der-Ringe-Filme spielt, wirkten Peter Jackson und Elijah Wood mit. Es wurde seit Oktober 2014 mehr als 21 Millionen Mal bei YouTube gesehen.
Waititis vierter Kinofilm, Wo die wilden Menschen jagen, lief zuerst beim Sundance Film Festival 2016. Beim Erscheinen in Neuseeland brach der Film den Rekord für die meisten Zuschauer am Veröffentlichungswochenende. Der Film basiert auf dem Buch Wild Pork and Watercress (1986) von Barry Crump und handelt von einem Jungen und einem griesgrämigen Mann (gespielt von Sam Neill) auf der Flucht durch ein Waldgebiet.
Waititi schrieb das ursprüngliche Drehbuch für den Disney-Animationsfilm Vaiana (2016), das die Themen Gender und Familie als Schwerpunkt hatte. Diese Elemente wurden später zugunsten dessen, was zur endgültigen Geschichte wurde, außer Acht gelassen.
2017 wurde Waititi als Neuseeländer des Jahres ausgezeichnet.

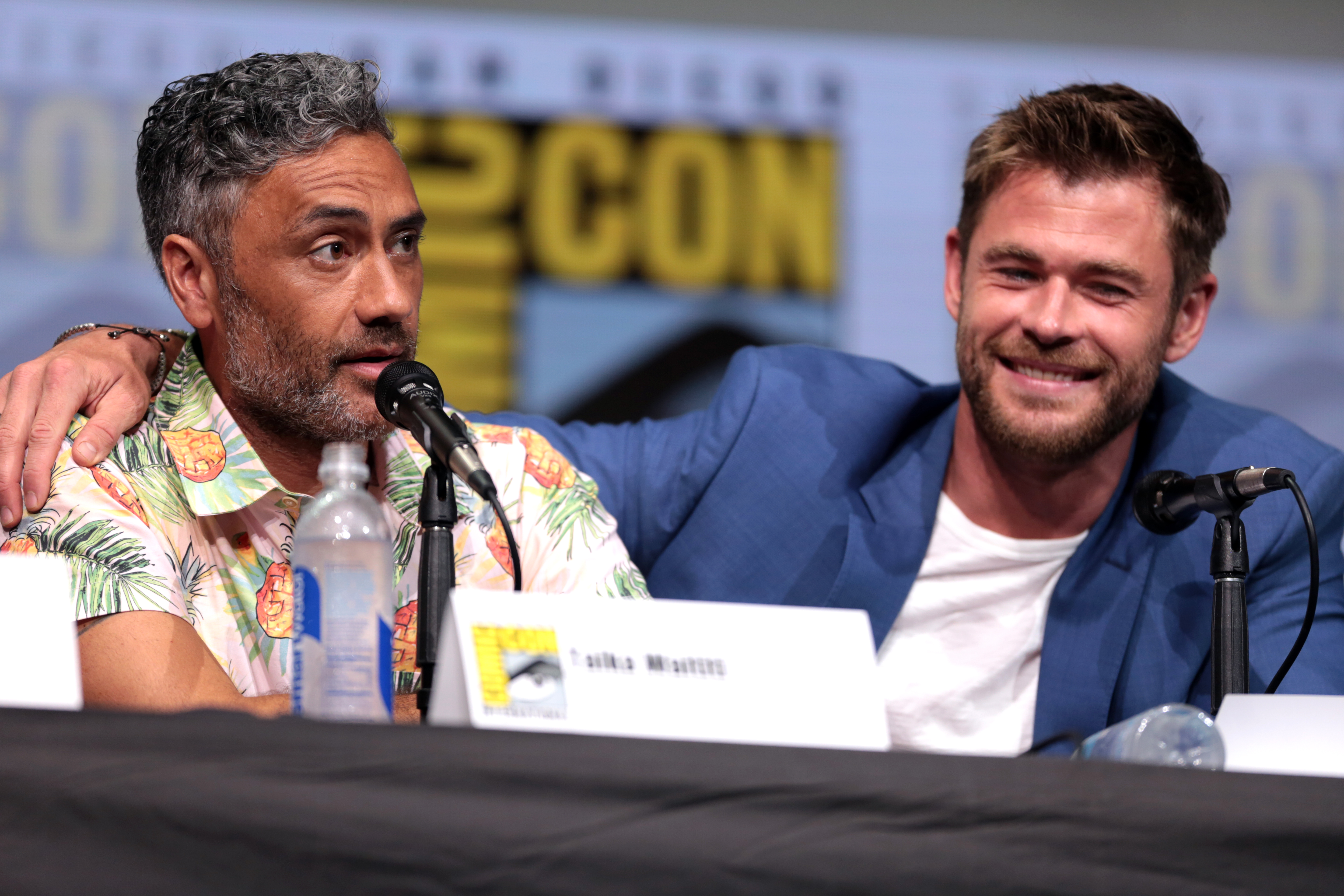
Taika Waititi mit Chris Hemsworth, dem Hauptdarsteller von Thor: Tag der Entscheidung, 2017

Waititis erste große Hollywood-Produktion, Thor: Tag der Entscheidung aus dem Marvel Cinematic Universe, wurde größtenteils in Australien gedreht und lief Ende Oktober 2017 in den Kinos an.
Die Dreharbeiten für Jojo Rabbit begannen im Mai 2018. Die Komödie basiert auf Waititis Black-List-Drehbuch aus dem Jahr 2012 und handelt von einem zehnjährigen nationalsozialistischen Jungen, der nach einem Unfall in einem Hitlerjugendlager nach Hause zurückkehrt und entdeckt, dass seine Mutter ein fünfzehnjähriges jüdisches Mädchen bei sich versteckt. Waititi führte zudem Regie und verkörpert eine imaginäre Version von Adolf Hitler. Der Film lief am 18. Oktober 2019 in den amerikanischen Kinos an. Für den 2019 veröffentlichten Film wurde er 2020 gemeinsam mit Carthew Neal für den Oscar in der Kategorie Bester Film nominiert, ferner erhielt er eine Nominierung und schließlich eine Auszeichnung in der Kategorie Bestes adaptiertes Drehbuch.
2018 wurde er in die Wettbewerbsjury der 75. Internationalen Filmfestspiele von Venedig berufen.
Ein weiteres geplantes Projekt war die Zusammenarbeit mit Mark Gustafson für den Stop-Motion-Film Bubbles, der einen Einblick in das Leben von Michael Jackson geben sollte, aus der Sicht seines Hausschimpansen Bubbles. Die Arbeiten an dem Netflix-Film wurden im Mai 2019 vorzeitig eingestellt.
Zudem arbeitet er an einer Umsetzung von 5 Zimmer Küche Sarg als amerikanische Fernsehserie, welche unter dem Titel What We Do in the Shadows seit März 2019 in den Vereinigten Staaten ausgestrahlt wird. Weiterhin ist der Nachfolgefilm We’re Wolves in Planung. Die erste Staffel der neuseeländischen Spin-off-Serie Wellington Paranormal lief im Juli 2018 im neuseeländischen Fernsehen an.
Im November 2019 begannen die Dreharbeiten für eine Verfilmung des Fußballdokumentarfilms Next Goal Wins – Das Spiel ihres Lebens aus dem Jahr 2014. Eine filmische Umsetzung des Mangas Akira soll nach Thor: Love and Thunder erscheinen, welcher am 6. Juli 2022 in die Kinos gekommen ist.
Für Apple TV+ arbeitete Waititi seit 2019 zusammen mit Terry Gilliam und Dan Halsted an einer Serienumsetzung von Gilliams Fantasyfilm Time Bandits aus dem Jahr 1981. Zwischen dem 24. Juli und 21. August 2024 sollen zehn Episoden ausgestrahlt werden.
Im Februar 2020 gab der US-Fernsehsender Showtime die Serienadaption der Comicbuchreihe The Auteur bekannt, bei der er Regie führen und die Drehbücher schreiben soll. Zudem arbeitet Waititi zusammen mit Phil Johnston für Netflix an einer Umsetzung von Roald Dahls Kinderbuch Charlie und die Schokoladenfabrik sowie einer eigenständigen Animationsserie über die Oompa Loompas.
Am 4. Mai 2020 gab Lucasfilm bekannt, dass Waititi bei einem Star-Wars-Film Regie führen wird, bei dem Krysty Wilson-Cairns gemeinsam mit Waititi am Drehbuch arbeitet. In Interviews sagt Waititi, dass er sich in einem Findungsprozess befinde. Statt die Skywalker-Saga fortzuführen, wolle er etwas völlig Neues erschaffen, um dem Star-Wars-Universum frischen Wind zu geben.
Der US-Sender FX gab im Dezember 2020 mit Reservation Dogs eine halbstündige Comedyserie von Waititi und Sterlin Harjo, über vier indianische Teenager im ländlichen Oklahoma, in Auftrag. Die Serie, bei der Waititi als Executive Producer agiert, läuft seit dem 9. August 2021 bei FX on Hulu.
Im November 2021 verkündete Alejandro Jodorowsky, dass Waititi seine Comicreihe Der Incal verfilmen werde.
Mit dem Autor Charles Yu arbeitet er für Hulu an einer Serienadaption von Yus Buch Interior Chinatown. Die Hauptrolle soll Jimmy O. Yang übernehmen. Waititi soll die Pilotepisode inszenieren und zusammen mit Yu als ausführender Produzent tätig sein.
2024 erschien mit der Serie Time Bandits eine Adaption des gleichnamigen Spielfilms. Waititi ist hieran als Regisseur, Autor und Ausführender Produzent sowie als Schauspieler beteiligt.

### Privates
Aus seiner inzwischen geschiedenen Ehe mit der Filmproduzentin Chelsea Winstanley gingen zwei Kinder hervor. Seit 2021 ist er mit der britischen Sängerin und Schauspielerin Rita Ora liiert. Das Paar heiratete im August 2022.

## Filmografie
Als Regisseur
- 2002: John & Pogo (Kurzfilm)
- 2004: Two Cars, One Night (Kurzfilm)
- 2004: Heinous Crime (Kurzfilm)
- 2005: Tama Tū (Kurzfilm)
- 2005: What We Do in the Shadows: Interviews with Some Vampires (Kurzfilm)
- 2007: Eagle vs Shark – Liebe auf Neuseeländisch (Eagle vs Shark)
- 2007–2009: Flight of the Conchords (Fernsehserie, 4 Episoden)
- 2010: Boy
- 2010: 42 One Dream Rush (Kurzfilm)
- 2011: Super City (Fernsehserie, 7 Episoden)
- 2012: The Inbetweeners (Fernsehserie, 5 Episoden)
- 2014: 5 Zimmer Küche Sarg (What We Do in the Shadows)
- 2016: Wo die wilden Menschen jagen (Hunt for the Wilderpeople)
- 2016: Doctor Strange (nur Mid-Credit-Szene)
- 2016: Team Thor (Kurzfilm)
- 2017: Team Thor: Part 2 (Kurzfilm)
- 2017: Thor: Tag der Entscheidung (Thor: Ragnarok)
- 2018: Team Darryl (Kurzfilm)
- 2019: What We Do in the Shadows (Fernsehserie, 3 Episoden)
- 2019: Jojo Rabbit
- 2019: The Mandalorian (Fernsehserie, Episode 1x08 Kapitel 8: Erlösung)
- 2022: Our Flag Means Death (Fernsehserie, Episode 1x01 Pilot)
- 2022: Thor: Love and Thunder
- 2024: Time Bandits (Fernsehserie)
- 2024: Der Junge & der Oktopus (The Boy & the Octopus) (Kurzfilm)

Als Drehbuchautor
- 2002: John & Pogo (Kurzfilm)
- 2004: Two Cars, One Night (Kurzfilm)
- 2004: Heinous Crime (Kurzfilm)
- 2005: Tama Tū (Kurzfilm)
- 2005: What We Do in the Shadows: Interviews with Some Vampires (Kurzfilm)
- 2007: Eagle vs Shark – Liebe auf Neuseeländisch (Eagle vs Shark)
- 2007, 2009: Flight of the Conchords (Fernsehserie, 2 Episoden)
- 2010: Boy
- 2013: The Captain (Kurzfilm)
- 2014: 5 Zimmer Küche Sarg (What We Do in the Shadows)
- 2015: Brown Eye (Fernsehserie)
- 2016: Wo die wilden Menschen jagen (Hunt for the Wilderpeople)
- 2016: Doctor Strange (nur Mid-Credit-Szene)
- 2016: Team Thor (Kurzfilm)
- 2017: Team Thor: Part 2 (Kurzfilm)
- 2018: Team Darryl (Kurzfilm)
- 2019: Jojo Rabbit
- 2021: Reservation Dogs (Fernsehserie, Episode 1x01 F*ckin’ Rez Dogs)
- 2022: Thor: Love and Thunder
- 2023: Next Goal Wins
- 2024: Time Bandits (Fernsehserie)

Als Produzent
- 2019: Jojo Rabbit
- 2023: Next Goal Wins

Als Darsteller
- 1999: Scarfies
- 2001: Snakeskin
- 2001: A New Way Home (Kurzfilm)
- 2002: The Tribe (Fernsehserie, Episode 4x24)
- 2002: The Strip (Fernsehserie, 14 Episoden)
- 2002: Turangawaewae (Kurzfilm)
- 2002: Tongan Ninja (Sprechrolle)
- 2003: Revelations (Fernsehserie, Episode 1x14)
- 2003: Freaky (Fernsehserie, Episode 1x02)
- 2004: Heinous Crime (Kurzfilm)
- 2004: Toy Boy (Kurzfilm)
- 2004: Futile Attraction
- 2005: What We Do in the Shadows: Interviews with Some Vampires (Kurzfilm)
- 2005: Falling Leaves (Kurzfilm)
- 2007: Eagle vs Shark – Liebe auf Neuseeländisch (Eagle vs Shark)
- 2007: Flight of the Conchords (Fernsehserie, Episode 1x07)
- 2009: The Jaquie Brown Diaries (Fernsehserie, Episode 2x07)
- 2010: Boy
- 2010: Radiradirah (Fernsehserie, 9 Episoden)
- 2011: Green Lantern
- 2013: The Captain (Kurzfilm)
- 2014: 5 Zimmer Küche Sarg (What We Do in the Shadows)
- 2016: Wo die wilden Menschen jagen (Hunt for the Wilderpeople)
- 2017: Thor: Tag der Entscheidung (Thor: Ragnarok, Stimme)
- 2018: Seven Stages to Achieve Eternal Bliss by Passing Through the Gateway Chosen by the Holy Storsh (Seven Stages to Achieve Eternal Bliss)
- 2018: Shrimp (Fernsehfilm)
- 2019: Avengers: Endgame (Stimme)
- 2019, 2021: What We Do in the Shadows (Fernsehserie, 3 Episoden)
- 2019: Year of the Rabbit (Miniserie, Episode 1x03)
- 2019: Jojo Rabbit
- 2019: Rick and Morty (Fernsehserie, Episode 4x02 Das stillste Örtchen, Stimme)
- 2019: The Mandalorian (Fernsehserie, 3 Episoden, Stimme)
- 2020: Princess Bride (Webserie, Episode 1x09)
- 2021: Save Ralph (Kurzfilm, Stimme)
- 2021: The Suicide Squad
- 2021: Free Guy
- 2021: Die wundersame Welt des Louis Wain (The Electrical Life of Louis Wain)
- 2021, 2023–2024: What If…? (Fernsehserie, 4 Episoden, Stimme)
- 2022–2023: Our Flag Means Death (Fernsehserie, 16 Folgen)
- 2022: Lightyear (Stimme)
- 2022: Thor: Love and Thunder (Stimme)
- 2023: Next Goal Wins
- 2024: Time Bandits (Fernsehserie)

Musikvideos
- 2007: Flight of the Conchords – Ladies of the World
- 2007: Flight of the Conchords – Mutha’uckas
- 2007: Flight of the Conchords – Leggy Blonde
- 2007: Age Pryor – Shanks’ Pony
- 2007: The Phoenix Foundation – Bright Grey
- 2008: Luke Buda – My Imminent Demise
- 2009: The Phoenix Foundation – 40 Years
- 2011: Method Man – World Gone Sour (The Lost Kids)

## Auszeichnungen (Auswahl)
2020 wurde Waititi für seine Verdienste um den Film zum Officer of the New Zealand Order of Merit ernannt.
Oscar
- 2005: Nominierung für den besten Kurzfilm für Two Cars, One Night
- 2020: Bestes adaptierte Drehbuch für Jojo Rabbit
- 2020: Nominierung für den besten Film für Jojo Rabbit

British Academy Film Award
- 2020: Beste adaptierte Drehbuch für Jojo Rabbit

Emmy
- 2020: Nominierung für die beste Comedyserie für What We Do in the Shadows
- 2020: Nominierung für die beste Voice-Over-Leistung für The Mandalorian

Writers Guild of America Award
- 2020: Bestes adaptierte Drehbuch für Jojo Rabbit

AACTA International Award
- 2020: Bestes Drehbuch für Jojo Rabbit

Independent Spirit Award
- 2022: Best New Scripted Series für Reservation Dogs

Grammy Award
- 2021: Bester zusammengestellter Soundtrack für visuelle Medien für Jojo Rabbit